# Lucian-Gabriel Bogdănel
Lucian-Gabriel Bogdănel (n.  ?) este un deputat român, ales în 2024 din partea PSD. 